# Văn Đức (xã)
Văn Đức từng là một xã thuộc huyện Gia Lâm, thành phố Hà Nội, Việt Nam.

## Địa lý
Xã Văn Đức nằm ở bờ phía đông của sông Hồng, có vị trí địa lý:
- Phía đông và phía nam giáp huyện Văn Giang tỉnh Hưng Yên
- Phía tây giáp huyện Thanh Trì
- Phía bắc giáp xã Kim Lan (cũ)

Xã Văn Đức có diện tích 6,66 km², dân số năm 2022 là 8.197 người, mật độ dân số đạt 1.230 người/km².

## Hành chính
Xã Văn Đức được chia thành 5 thôn: Trung Quan 1, Trung Quan 2, Trung Quan 3, Chử Xá, Sơn Hô.

## Lịch sử
Xã Văn Đức xưa thuộc phủ Thuận An, thừa tuyên Kinh Bắc.
Năm 1831, xã Văn Đức thuộc huyện Văn Giang, tỉnh Bắc Ninh.
Sau Cách mạng tháng Tám năm 1945, sáp nhập 3 làng: Trung Quan, Chử Xá, San Hô thành xã Trung Chử Sơn.
Năm 1955, đổi tên xã Trung Chử Sơn thành xã Văn Đức thuộc huyện Văn Giang, 
tỉnh Hưng Yên.
Ngày 20 tháng 4 năm 1961, Quốc hội ban hành Nghị quyết về việc sáp nhập xã Văn Đức vào thành phố Hà Nội quản lý.
Ngày 31 tháng 5 năm 1961, Hội đồng Chính phủ ban hành 78-CP. Theo đó, xã Văn Đức thuộc huyện Gia Lâm, thành phố Hà Nội quản lý.
Ngày 01 tháng 1 năm 2025, Ủy ban Thường vụ Quốc hội Nghị quyết 1286/NQ-UBTVQH15 về việc sát nhập xã Văn Đức và xã Kim Lan thành xã Kim Đức.

## Văn hóa
Thôn Chử Xá là nơi khai sinh ra Chử Đồng Tử, một trong Tứ bất tử của phật giáo Việt Nam. Đền thờ ông ở đây được Nhà nước công nhận là Di tích lịch sử văn hóa cấp quốc gia.